# Bon Appétit
«Bon Appétit» es una canción interpretada por la cantante y compositora estadounidense Katy Perry, en colaboración con el grupo estadounidense de hip hop Migos. La canción fue lanzada el 28 de abril de 2017, como el primer sencillo promocional de su cuarto álbum de estudio, Witness. El vídeo musical hace referencia a la comida, involucrando contenidos sexuales y en donde Perry es utilizada como plato principal de una elegante comida. La canción ha alcanzado el top 20 en Francia, Canadá, Israel, España y Bélgica.

## Composición
«Bon Appétit» es una canción de género dance-pop con una duración de 3 minutos y 47 segundos. En la quincuagésima novena (59) edición anual de los Premios Grammy, Katy Perry describió el contenido de la canción como «bastante sexual».

## Lista de canciones
| N.º | Título                                                | Duración |  |
| 1.  | «Bon Appétit» (featuring Migos)                       | 3:47     |  |
| 2.  | «Bon Appétit» (MUNA Remix)                            | 3:21     |  |
| 3.  | «Bon Appétit» (featuring Migos) (Martin Jensen Remix) | 2:56     |  |
| 4.  | «Bon Appétit» (featuring Migos) (3LAU Remix)          | 3:04     |  |

## Posicionamiento
| Listas (2017)                               | Posición |
| ------------------------------------------- | -------- |
| Australia (ARIA)                            | 35       |
| Austria (Ö3 Austria Top 40)                 | 64       |
| Bélgica (Flandes) (Ultratip Bubbling Under) | 5        |
| Bélgica (Valonia) (Ultratop 50)             | 20       |
| Canadá (Canadian Hot 100)                   | 14       |
| Canadá (VCHR/TOP40)                         | 24       |
| Canadá (Hot AC)                             | 35       |
| República Checa (Singles Digitál Top 100)   | 38       |
| Finlandia Download (Latauslista)            | 24       |
| Francia (SNEP)                              | 9        |
| Alemania (Media Control AG)                 | 47       |
| Irlanda (IRMA)                              | 42       |
| Israel (Media Forest)                       | 5        |
| Italia (FIMI)                               | 48       |
| Japón (Japan Hot 100)                       | 55       |
| México (Billboard Ingles Airplay)           | 19       |
| Países Bajos (Dutch Top 40)                 | 24       |
| Países Bajos (Mega Single Top 100)          | 41       |
| Nueva Zelanda Heatseekers (RMNZ)            | 2        |
| Panamá (Monitor Latino)                     | 15       |
| Filipinas (Philippine Hot 100)              | 22       |
| Polonia (Polish Airplay Top 100)            | 33       |
| Portugal (AFP)                              | 57       |
| Rusia (Tophit Weekly General Airplay)       | 73       |
| Escocia (Scottish Singles Sales Chart)      | 21       |
| España (Top 100 Canciones)                  | 10       |
| Suecia (Sverigetopplistan)                  | 54       |
| Suiza (Schweizer Hitparade)                 | 36       |
| Ucrania Airplay (Tophit)                    | 13       |
| Reino Unido (UK Singles Chart)              | 37       |
| Estados Unidos (Billboard Hot 100)          | 59       |
| Estados Unidos (Hot Dance Club Songs)       | 28       |
| Estados Unidos (Mainstream Top 40)          | 38       |